# Кріс Кольберт
Кріс Кольберт (англ. Chris Colbert; 27 вересня 1996) — американський професійний боксер, «тимчасовий» чемпіон WBA (2020—2021) в другій напівлегкій вазі.

## Професіональна кар'єра
Дебютував на профірингу 2015 року. Впродовж 2015—2019 років провів 13 переможних боїв.
18 січня 2020 року вийшов на бій за звання «тимчасового» чемпіона WBA в другій напівлегкій вазі проти ексчемпіона світу Хесреєля Корралеса (Панама) і переміг суперника одностайним рішенням суддів. Провів два успішних захисти титулу.
26 лютого 2022 року вийшов на бій проти майбутнього чемпіона світу за версією WBA Ектора Луїс Гарсія (Домініканська Республіка) і програв одностайним рішенням.
25 березня 2023 року переміг одностайним рішенням суддів Хосе Валенсуелу (США). 16 грудня 2023 року в реванші зазнав другої невдачі, поступившись нокаутом у шостому раунді.